# 薛啟鴻
薛啟鴻（1854年—？年）,廣州駐防正黃旗漢軍穆特布佐領下人，光緒二年丙子科繙譯舉人，光緒九年（1883年）癸未科繙譯進士。

## 履歷[1]
- 中進士後，籤分兵部以主事行走，光緒九年（1883年）五月到部，在武庫司學習行走。
- 光緒十二年（1886年）十一月，學習期滿，奏留任
- 光緒十六年（1890年）十一月初三日，丁內艱
- 光緒十九年（1893年）二月初三日，服滿充會典館清文詳校官
- 光緒二十二年（1896年）七月，奏補主事
- 光緒二十四年（1898年）三月因會典全書過半出力，保奏賞加四品銜並隨帶加二級，九月題升員外郎
- 光緒二十五年（1899年）十二月因會典全書告成出力，保奏候補郎中，後作為歷俸期滿俟截取知府，後賞加三品銜
- 光緒二十七年（1901年）正月，題升兵部武選司郎中，六月奏充會同館監督，是月保送截取知府，七月由吏部具奏奉旨記名以繁缺知府用
- 光緒二十八年（1902年）五月，由內閣留京辦事處保奏，賞給三品封典
- 光緒二十九年（1903年）十月，因監修堂子各工出力，保奏俟得知府後在任以道員候補
- 光緒三十一年（1905年），派充司務廳總辦
- 光緒三十三年（1907年）四月，在四川賑捐案內報捐花翎，七月派充陸軍部軍實司司長上行走並會同館監督
- 光緒三十四年（1908年）二月初六日，選授河南懷慶府知府
- 民國元年（1912年）五月，自任上請假。[2]